# 正嘉
正嘉（）は、日本の元号の一つ。康元の後、正元の前。1257年から1259年までの期間を指す。この時代の天皇は後深草天皇。鎌倉幕府将軍は宗尊親王、執権は北条長時。

## 改元
- 康元2年3月14日（ユリウス暦1257年3月31日）：改元。太政官庁などが相次いで焼失したことによる（『一代要記』・『百錬抄』）。
- 正嘉3年3月26日（ユリウス暦1259年4月20日）：正元に改元。

## 正嘉期におきた出来事
元年
- 8月23日：正嘉地震

2～3年
- 正嘉の飢饉

## 西暦との対照表
※は小の月を示す。
| 正嘉元年（丁巳） | 一月      | 二月 | 三月※ | 閏三月 | 四月※ | 五月※ | 六月※ | 七月 | 八月※ | 九月  | 十月    | 十一月※ | 十二月    |
| ---------------- | --------- | ---- | ----- | ------ | ----- | ----- | ----- | ---- | ----- | ----- | ------- | ------- | --------- |
| ユリウス暦       | 1257/1/17 | 2/16 | 3/18  | 4/16   | 5/16  | 6/14  | 7/13  | 8/11 | 9/10  | 10/9  | 11/8    | 12/8    | 1258/1/6  |
| 正嘉二年（戊午） | 一月      | 二月 | 三月※ | 四月   | 五月※ | 六月※ | 七月※ | 八月 | 九月※ | 十月  | 十一月  | 十二月※ |           |
| ユリウス暦       | 1258/2/5  | 3/7  | 4/6   | 5/5    | 6/4   | 7/3   | 8/1   | 8/30 | 9/29  | 10/28 | 11/27   | 12/27   |           |
| 正嘉三年（己未） | 一月      | 二月 | 三月※ | 四月   | 五月※ | 六月  | 七月※ | 八月 | 九月※ | 十月※ | 閏十月※ | 十一月  | 十二月    |
| ユリウス暦       | 1259/1/25 | 2/24 | 3/26  | 4/24   | 5/24  | 6/22  | 7/22  | 8/20 | 9/19  | 10/18 | 11/16   | 12/15   | 1260/1/14 |